# Małogoszcz (gemeente)
De gemeente Małogoszcz is een stad- en landgemeente in het Poolse woiwodschap Święty Krzyż, in powiat Jędrzejowski.
De zetel van de gemeente is in Małogoszcz.
Op 30 juni 2004 telde de gemeente 11 776 inwoners.

## Oppervlakte gegevens
In 2002 bedroeg de totale oppervlakte van gemeente Małogoszcz 145,37 km², waarvan:
- agrarisch gebied: 65%
- bossen: 27%

De gemeente beslaat 11,57% van de totale oppervlakte van de powiat.

## Demografie
Stand op 30 juni 2004:
| Omschrijving                   | Totaal | Totaal | Vrouwen | Vrouwen | Mannen | Mannen |
| ------------------------------ | ------ | ------ | ------- | ------- | ------ | ------ |
| eenheid                        | aantal | %      | aantal  | %       | aantal | %      |
| inwoners                       | 11 776 | 100    | 5862    | 49,8    | 5914   | 50,2   |
| bevolkingsdichtheid (inw./km²) | 81     | 81     | 40,3    | 40,3    | 40,7   | 40,7   |

In 2002 bedroeg het gemiddelde inkomen per inwoner 1532,61 zł.

## Aangrenzende gemeenten
Chęciny, Jędrzejów, Krasocin, Łopuszno, Oksa, Sobków, Włoszczowa